# USS Clamagore (SS-343)
L'USS Clamagore (SS-343) est un sous-marin de classe Balao, qui est maintenant un navire musée au Patriots Point Naval & Maritime Museum à Charleston, Caroline du Sud. Construit en 1945 pour la marine américaine, il était encore à l'entrainement lorsque la Seconde Guerre mondiale a pris fin. Il a été appelé d'après le clamagore ou poisson perroquet bleu, Scarus coeruleus, que l'on trouve dans le West Indies et le long de la côte atlantique nord jusqu’au Maryland. Reconnu National Historic Landmark, il est le seul sous-marin survivant de type GUPPY,.

## Construction

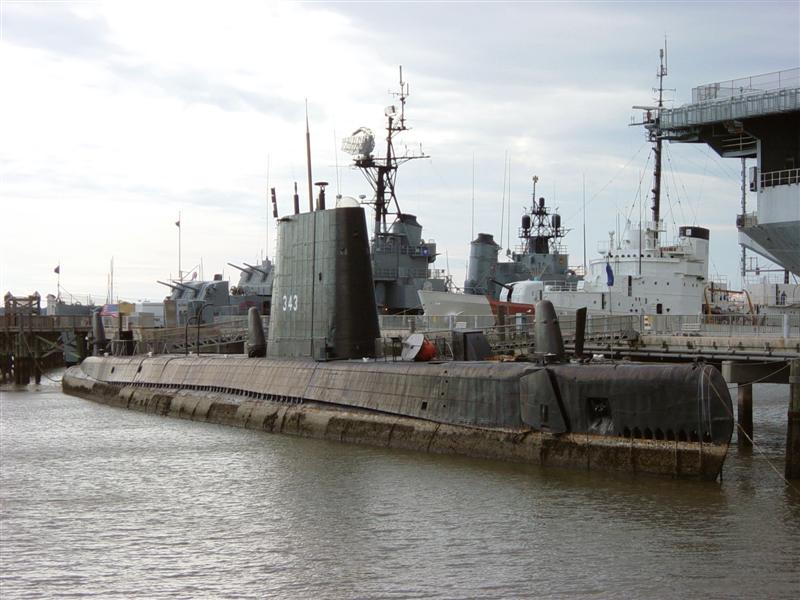
USS Clamagore, 24 novembre 2003.

Le Clamagore a été construit par Electric Boat Co. de Groton, Connecticut vers la fin de la Seconde Guerre mondiale. Il a été lancé le 25 février 1945 et armé le 28 juin 1945, sous le commandement du commandant SC Loomis, Jr..

## Histoire opérationnelle
Le Clamagore a d'abord été affecté à Key West, et il a rapporté le 5 septembre 1945. Il a opéré depuis Key West avec diverses unités de la flotte et la Fleet Sonar School (en), allant à l'occasion jusqu'à Cuba et les Îles Vierges. Le 5 décembre 1947, il entra aux chantiers navals de Philadelphie pour subir une modernisation GUPPY II et l'installation d'un schnorchel.
Le Clamagore retourné à Key West le 6 août 1948 et a assumé les opérations locales et des Caraïbes durant les huit années suivantes, sauf pour un service en Méditerranée du 3 février au 16 avril 1953.
Le Clamagore a été appelé à New London et Newport au début de 1957 et de retour à Key West le 13 mars. Du 23 septembre au 7 décembre, il a pris part à des exercices de l'OTAN dans l'Atlantique Nord, relâchant à Portsmouth, en Angleterre, et NS Argentia, Terre-Neuve. Le 29 juin 1959, il est arrivé à Charleston, son nouveau port d'attache, et après une période d'opérations de cabotage, le 5 avril 1960, il rejoint la 6e Flotte en Méditerranée jusqu'en juillet, lorsque le sous-marin est retourné à Charleston. Pour le reste de 1960, le Clamagore a été exploité au large de la côte est.
En 1962, le Clamagore est l'un des neuf bateaux à subir la conversion GUPPY III. Il avait une extension de la coque de 15 pieds (4,6 m) ajouté en avant de la salle de contrôle, une voile plastique et le BQG-4 PUFFS sonar passif, qui comprenait les trois capteurs ailerons de requin sur le pont.
Le Clamagore terminé sa conversion GUPPY III en février 1963, et a été transféré au Submarine Squadron 2 (en) (SUBRON2) à Groton, Connecticut.

## Histoire post opérationnelle
Le Clamagore a été désarmé 12 juin 1973, après avoir servi dans la marine pendant 30 ans,. Il a été donné comme un navire de musée le 6 août 1979. Le Clamagore est arrivé au Patriot's Point Naval & Maritime Museum, Charleston, Caroline du Sud, en mai 1981, où elle a été amarrée comme navire-musée avec le porte-avions Yorktown et le destroyer Laffey. Le Clamagore est disponible pour les visites guidées. Sa détérioration continuelle, toutefois, peut le conduire à être coulé comme récif artificiel sauf si des réparations critiques peuvent être faites à temps. Le Clamagore était inscrit sur le National Register of Historic Places et désigné National Historic Landmark le 29 juin 1989,,,.
Selon le South Carolina Department of Archives and History, le Clamagore est le seul sous-marin de type GUPPY III survivant. Il représente l'adaptation et l'utilisation des sous-marins diesel construits pendant la guerre et utilisés par la Marine pendant deux décennies après la guerre. Les sous-marins de conversion GUPPY composaient l'essentiel des forces sous-marines de la nation pendant les années 1960.